# Élections constituantes de 1946 dans les colonies du Soudan et du Niger
Les élections constituantes françaises de 1946 se tiennent le 2 juin. Ce sont les deuxièmes élections constituantes, après le rejet du Projet de constitution française du 19 avril 1946 lors du référendum du 5 mai.

## Mode de scrutin
L'assemblée constituante est composée de 586 sièges pourvus pour la plupart au scrutin proportionnel plurinominal suivant la règle de la plus forte moyenne dans chaque département, sans panachage ni vote préférentiel.
Dans les Colonies du Soudan (actuel Mali) et du Niger (qui deviendront des territoires d'outre-mer avec la nouvelle constitution), deux députés sont à élire, selon le système uninominal majoritaire à deux tours.
Le premier par le collège des citoyens français (les Colons en écrasante majorité), le second par le Collège des non-citoyens (l'élite des populations dites Indigènes).

## Élus
| Député sortant    | Parti | Parti | Député élu ou réélu | Parti | Parti |
| ----------------- | ----- | ----- | ------------------- | ----- | ----- |
| Maurice Kaouza    |       | UDSR  | Robert Lattes       |       | MRP   |
| Fily Dabo Sissoko |       | UDSR  | Fily Dabo Sissoko   |       | UDSR  |

## Résultats

### Collège des Citoyens
| Parti    | Parti     | Candidat            | Premier tour | Premier tour | Ballotage | Ballotage |
| Parti    | Parti     | Candidat            | Voix         | %            | Voix      | %         |
| -------- | --------- | ------------------- | ------------ | ------------ | --------- | --------- |
|          | SFIO      | Jean Silvandre      | 993          | 47,99        | 1 128     | 48,60     |
|          | MRP       | Robert Lattes       | 692          | 33,45        | 1 193     | 51,40     |
|          | Gaulliste | Louis-Alexis Delmas | 317          | 15,32        |           |           |
|          |           |                     |              |              |           |           |
| Inscrits | Inscrits  | Inscrits            | 3 484        | 100,00       | 3 961     | 100,00    |
| Votants  | Votants   | Votants             | 2 148        | 61,65        | 2 355     | 59,46     |
| Exprimés | Exprimés  | Exprimés            | 2 069        | 96,32        | 2 321     | 98,56     |

### Collège des Non-Citoyens
|          | PPS-UDSR | Fily Dabo Sissoko * | 17 032 | 67,43  |  |  |
|          | BDS      | Mamadou Konaté      | 4 307  | 17,05  |  |  |
|          | Soc ind. | Roland Gougis       | 3 912  | 15,49  |  |  |
|          |          |                     |        |        |  |  |
| Inscrits | Inscrits | Inscrits            | 36 714 | 100,00 |  |  |
| Votants  | Votants  | Votants             | 25 500 | 69,46  |  |  |
| Exprimés | Exprimés | Exprimés            | 25 258 | 99,05  |  |  |